# Steppenwolf (Peter-Maffay-Album)
Steppenwolf ist das achte Studioalbum von Peter Maffay. Das 1979 veröffentlichte Album ist dem Deutschrock zuzuordnen.

## Entstehungsgeschichte
Die Entstehung des nach einem Roman von Hermann Hesse betitelten Albums fällt mit der Scheidung von Ehefrau Petra Küfner und Maffays Umzug von Taufkirchen nach Frankfurt zusammen. Nach einer Reise durch die Sahara und während einer Schiffsreise zur Antarktis schrieb Maffay an den Songs. Volker Lechtenbrink und Bernd Meinunger steuerten nach seiner Rückkehr die Texte bei. Das Album wurde in den Berliner Hansa Tonstudios mit fast der kompletten Besetzung von Udo Lindenbergs Panik-Orchester eingespielt.
Die ausgekoppelte Single So bist du erreichte die Spitzenposition der deutschen Albumcharts. Die Single enthält eine Textpassage, die Berndorff/Friedrich als „in Ton gegossenes Bekenntnis über Abschied und Neuanfang“ beschreiben:

„Und wenn ich geh’, dann geht nur ein Teil von mir.
 Und gehst du, bleibt deine Wärme hier.
 Und wenn ich wein’, dann weint nur ein Teil von mir
 und der andere lacht mit dir.“

Maffay verließ nach der Veröffentlichung des Albums die Plattenfirma Telefunken, um 1980 einen hochdotierten Vertrag beim Label Metronome zu unterschreiben, bei dem im Spätsommer 1980 das Folgealbum „Revanche“ veröffentlicht wurde. Sein Honorar bei Metronome soll 5,6 Millionen Mark betragen haben.

## Rezeption
Graf/Rausch nennen das Album in ihrem Rockmusiklexikon „eine raffinierte Mischung aus Schlager und Rock“. Für die sich an die Veröffentlichung anschließende 27-tägige Tournee wurden die Konzertkarten innerhalb weniger Stunden ausverkauft. Ein Mitschnitt des Konzertes aus Hof wurde am 4. Januar 1980 von der ARD ausgestrahlt.

## Coverartwork
Das Foto wurde von Klaus Thumser erstellt.

## Titelliste
Die Lieder wurden von Peter Maffay (1 – 3, 5 – 12); Bernd Meinunger (1, 3, 4, 7 – 9); Johnny Tame (2, 8); Oliver Spiecker (2); Burton Cummings (4); Volker Lechtenbrink (5, 6, 10 – 12) komponiert.
1. So nicht – 3:34
2. Steppenwolf – 3:33
3. Auf dem Weg zu mir  – 4:23
4. Jane – 3:57
5. Mach’s gut, mein Freund  – 3:25
6. Du hattest keine Tränen mehr – 5:13
7. So bist du – 5:07
8. Spuren einer Nacht – 5:02
9. Roadie – 4:06
10. Das ist mein Traum – 3:14
11. Liebling, wach auf – 3:38
12. Wahrheit – 3:10

## Erfolg
Mit dem 1,6 Millionen Mal verkauften Album Steppenwolf, seinerzeit ein Verkaufsrekord, gelang Maffay 1979 der Sprung an die Spitze der Album-Charts. Auf dem Album war sein zweiter Nummer-eins-Hit So Bist du. Die Single hatte auch in Österreich (Platz 17) und der Schweiz (Platz 3) Erfolg. Als zweite Single wurde Du hattest keine Tränen mehr (Deutschland Platz 17) veröffentlicht.